# エンバイオ・ホールディングス
株式会社エンバイオ・ホールディングスは、東京都千代田区に本社を置き、土壌汚染対策事業やその関連機器・資材販売等を行う会社である。

## 沿革
- 1999年（平成11年）6月23日 - 株式会社エンバイオテック・ラボラトリーズとして設立。
- 2003年（平成15年）1月 - 株式会社アイ・エス・ソリューションを設立。
- 2006年（平成18年）8月 - 株式会社ランドコンシェルジュを設立。
- 2010年（平成22年）
  - 3月 - 株式会社ビーエフマネジメント（現・エンバイオ・リアルエステート）を設立。
  - 6月 - 株式会社エンバイオ・ホールディングスへ社名変更。
- 2012年（平成24年）6月 - 江蘇聖泰実田環境修復有限公司を設立。
- 2014年（平成26年）3月12日 - 東京証券取引所マザーズ市場上場。
- 2015年（平成27年）10月13日 - 株式会社シーアールイーと資本業務提携[1]。第三者割当増資を行い、シーアールイーが筆頭株主及び「その他の関係会社」となる[2]。
- 2018年（平成30年）4月 - 子会社の株式会社アイ・エス・ソリューションが、株式会社ランドコンシェルジュとYAMAテック株式会社を吸収合併し、株式会社エンバイオ・エンジニアリングに商号変更。
- 2024年（令和6年）5月 - 東京証券取引所スタンダード市場へ市場変更[3]。

## 関連会社
- 株式会社エンバイオ・エンジニアリング
- 株式会社エンバイオ・リアルエステート
- 江蘇聖泰実田環境修復有限公司